# Pierre Pradier (pianiste)
 (décembre 2012).
Pour les articles homonymes, voir Pierre Pradier et Pradier.
Pierre Pradier, né le 26 juillet 1948 à La Seyne-sur-Mer, est un pianiste français.

## Biographie
Après avoir remporté le grand prix de la ville de Marseille dans la classe de Pierre Barbizet, conjointement à des études de droit à la faculté d'Aix-en-Provence, il entre au CNSM de Paris où il obtient quatre premiers prix dont celui de piano dans la classe de Monique de la Bruchollerie. Diverses rencontres alors avec Pierre Bernac, Henri Sauguet, et Vladimir Jankélévitch l'influencent beaucoup, ainsi que les conseils de Gyorgy Cziffra et Emil Guilels. Lauréat au Concours international Casella à Naples, et Prix Alex de Vriès au Concours Long-Thibault, il se produit dès lors en Europe et aux États-Unis, et enregistre plusieurs disques consacrés à Chopin, Liszt et Rachmaninoff. Il participe également à l'enregistrement de musiques de films, notamment de René Allio, et d'émissions télévisées dont Le Grand Échiquier consacré à Gyorgy Cziffra, et accompagne des chanteurs tels Claude Dormoy et Michel Dens. Par ailleurs, Pierre Pradier a collaboré à plusieurs créations du Ballet Roland Petit, telles Parisiana 25, Les amours de Franz, Soirées Debussy n°2, Ma Pavlova, Charlot danse avec nous, en tant que pianiste soliste invité aux côtés de Dominique Khalfouni, Zizi Jeanmaire, Maïa Plissetskaïa, Patrick Dupond, Mikhaïl Barychnikov.
Titulaire du certificat d'aptitude aux fonctions de professeur de musique, Pierre Pradier est professeur au Conservatoire à rayonnement régional de Marseille. Plusieurs élèves de sa classe ont intégré les Conservatoires nationaux supérieurs de Paris et Lyon, et les Conservatoires de Bruxelles et Genève.

## Discographie
- Pierre Pradier joue Chopin, Syrinx, 1977.
- Liszt, De Vienne à Bayreuth, coffret 4 disques Lyrinx, 1978-79-80.
- 11 Préludes de Rachmaninoff, Studio 35, 1984.